# Aconogonon panjutinii
Aconogonon panjutinii är en slideväxtart som först beskrevs av Charkev., och fick sitt nu gällande namn av Sojak. Aconogonon panjutinii ingår i släktet sliden, och familjen slideväxter. Inga underarter finns listade i Catalogue of Life.